# Guillermo Massieu Helguera
Guillermo Massieu Helguera(San Luis Potosí, San Luis Potosí, 7 de octubre de 1920 - Ciudad de México, 27 de febrero de 1985) fue un químico, bacteriólogo, parasitólogo, investigador, catedrático y académico mexicano. Se le considera el primer neuroquímico de México.

## Estudios y docencia
Fue hijo del ingeniero Wilfrido Massieu. Estudio muy tempranamente en el IPN en la VOCACIONAL 1 , pronto Ingresó a la Escuela Nacional de Ciencias Biológicas del Instituto Politécnico Nacional, obtuvo un  doctorado en ciencias con especialidad en bioquímica. Viajó al Reino Unido para hacer dos periodos sabáticos, uno en 1951 y otro en 1964 en la Universidad de Oxford.En el segundo trabajó con Sir Hans Krebs, descubridor del ciclo de Krebs de la célula.
Fue director del Centro de Investigación y de Estudios Avanzados del Instituto Politécnico Nacional (Cinvestav) y director del Instituto Politécnico Nacional entre 1965 y 1970. Impartió clases en la Facultad de Medicina  de la Universidad Nacional Autónoma de México.

## Investigador
Colaboró como jefe de laboratorios en el Instituto Nacional de Nutriología. Fue subsecretario de Educación Tecnológica de la Secretaría de Educación Pública. Realizó diversas investigaciones sobre la bioquímica de la nutrición y la neurobioquímica. Fue miembro fundador de la Sociedad Mexicana de Bioquímica. Fue miembro de la Academia Nacional de Medicina y de la Academia de la Investigación Científica.

## Premios y distinciones
- Premio “Doctor Leopoldo Río de la Loza” en 1973.
- Premio Nacional de Ingeniería “Doctor Nabor Carrillo” en 1975.
- Premio Nacional de Ciencias y Artes en el área de Ciencias Físico-Matemáticas y Naturales en 1975.
- Palmas Académicas de Francia